# Descanso formosus
Descanso formosus är en spindelart som beskrevs av Elizabeth Bangs Bryant 1943.
Descanso formosus ingår i släktet Descanso och familjen hoppspindlar. Inga underarter finns listade i Catalogue of Life.